# Лисичка бархатистая
Лиси́чка бархати́стая (лат. Cantharellus friesii) — редкий и малоизвестный вид грибов семейства лисичковых.

## Описание
Диаметр шляпки гриба 4—5 см. Сначала она выпуклая, а с возрастом может стать воронковидной. Шляпка от оранжево-жёлтого до оранжево-красноватого цвета. Её поля сильно волнистые или даже курчавые.
Ножка этого гриба высотой 2—4 см, в диаметре до 1 см, имеет тонкое войлочное покрытие и сужается к основанию. Цвет ножки с возрастом меняется от светло-оранжевого до желтоватого.
Мякоть гриба нежная. В шляпке она слегка оранжевая, а в ножке — белая или желтоватая. Имеет очень приятный запах и специфический кисловатый вкус.
Толстые пластинки, переходящие на ножку, разветвлены и соединены друг с другом тонкими прожилками. Их цвет вначале как у шляпки, но позже становится серо-жёлтым.
Споровый порошок бледно-жёлтый.

## Распространение
Этот гриб можно встретить только на юго-востоке Европы. Он произрастает на кислых почвах, преимущественно в лиственных лесах. Эта лисичка встречается в лесу с июля по октябрь, одиночно или в маленьких группах. Эти лисички редки.